# Марина Годвін
Марина Годвін (англ. Maryna Godwin; нар. 9 вересня 1944) — колишня південноафриканська тенісистка.
Найвищим досягненням на турнірах Великого шолома був чвертьфінал в одиночному розряді.
Завершила кар'єру 1969 року.

## Фінали за кар'єру

### Парний розряд (1 поразка)
| Результат | Ранг | Дата     | Турнір                     | Покриття | Партнерка     | Суперниця             | Рахунок  |
| --------- | ---- | -------- | -------------------------- | -------- | ------------- | --------------------- | -------- |
| Поразка   | 1.   | Гру 1967 | Borders Championships, ПАР | ?        | Лаура Россоув | Вінні Шоу Нелл Трумен | 4–6, 3–6 |